# Eilema pilosa
Eilema pilosa är en fjärilsart som beskrevs av George Francis Hampson 1914. Eilema pilosa ingår i släktet Eilema och familjen björnspinnare. Inga underarter finns listade i Catalogue of Life.